# Värnamo sjukhus
Värnamo sjukhus är ett akutsjukhus beläget i västra delen av Värnamo. Sjukhuset är ett länsdelssjukhus i Region Jönköpings län med verksamhet dygnet runt. Här finns många specialistmottagningar och vårdavdelningar inom bland annat medicin, kirurgi, ortopedi, psykiatri, gynekologi och geriatrik. På sjukhuset finns även bibliotek, café, minibutik och en stor matsal.